# Transitional Justice
Als Transitional Justice (Transition – Übergang) werden Prozesse, Praktiken und Organisationsformen bezeichnet, die darauf abzielen, Verbrechen einer gewaltsamen Vergangenheit eines Gemeinwesens nach einem gesellschaftspolitischen Umbruch (z. B. Bürgerkrieg, politischem Wandel, Sturz der Vorgängerregierung) aufzuarbeiten, den Prozess des Überganges von einer Diktatur in eine Demokratie oder vom Krieg zum Frieden zu unterstützen.
Dabei kann zwischen den Interessen des Staates und den Interessen der Zivilgesellschaft ein erheblicher Unterschied bestehen, welcher den Transitionsprozess zusätzlich belastet.

## Begriff
Der Begriff Transitional Justice hat sich erst gegen Ende der 1990er-Jahre in Forschung und Praxis durchgesetzt und wurde als eigenständiges Forschungsfeld anerkannt. Der Begriff wurde in der Form von Neil Kritz in Transitional Justice. How Emerging Democracies Reckon with Former Regimes (1995) gebraucht und vorgeprägt.
Eine eindeutige und anerkannte Begriffsdefinition von Transitional Justice ist bislang jedoch nicht vorhanden.

### Begriffsabgrenzung
Ob und inwieweit der Begriff Transitional Justice von der kollektiven Vergangenheitsbewältigung bzw. Vergangenheitsaufarbeitung unterschieden werden kann, ist bislang noch nicht geklärt.

## Ziele
Transitional Justice hat zum Ziel, unbekannte und bekannte Verbrechen einer vorherigen gewaltsamen Vergangenheit eines Gemeinwesens publik zu machen und die gesellschaftlichen Diskussion einzuleiten und Lösungen zu finden, um zum Beispiel:
- dem Vergessen entgegenzuwirken,
- bisher geheime oder nur wenigen Personen bekannte Vorgänge offenzulegen,
- Verantwortlichkeit festzulegen,
- Opfer anzuerkennen.

Transitional Justice als Prozess verstanden hat nicht zum Ziel, eine Siegerjustiz (Vergeltung der Sieger gegenüber den Besiegten) zu ermöglichen, sondern will ein langfristiges Aussöhnen erreichen. Hierzu gehören in der Regel auch und insbesondere die gesellschaftliche (Re-)Integration der Täter und deren Helfershelfer.

## Rechtliche Grundlage der Transitional Justice
Im Bereich des Völkerrechts besteht für die Staaten die Verpflichtung aus der UN-Charta und verschiedenen internationalen Abkommen, den eigenen Staatsbürgern die grundlegenden Menschenrechte in jeder Lage des Gemeinwesens zu gewährleisten.
Im Bereich des nationalen Staats- und Verfassungsrechts haben die Staaten die grundsätzliche Verpflichtung, die Staatsbürger zu schützen. Diese Verpflichtung ergibt sich bereits aus dem Zweck des Staates an sich.

## Instrumente der Transitional Justice
Zur Aufarbeitung der gewaltsamen Vergangenheit eines Gemeinwesens werden zum Beispiel juristische und gesellschaftspolitische (außergerichtliche) Instrumente, Verfahren und Mechanismen eingesetzt. Jede Übergangssituation ist einzigartig und erfordert unterschiedliche Konzepte und Gewichtungen.

### Juristische Instrumente
Juristische Instrumente der Transitional Justice können zum Beispiel sein:
- Entwaffnung, Demobilisierung, Waffenstillstand etc.
- Stärkung der staatlichen Hoheitsgewalt und Verhinderung weiterer Verbrechen
- Institutionelle Reformen (meist insbesondere der inneren Verwaltung, des Sicherheitssektors und des Militärs)
- Schaffung der rechtlichen Rahmenbedingungen für den Prozess der Transitional Justice
- Bereitstellung der technischen, materiellen und finanziellen Unterstützung aller notwendigen Prozesse zur Aufarbeitung und Aussöhnung
- Festlegung eines „Transitionszeitraums“ bzw. „Transitionsstichtags“ (siehe auch: Schlussstrichgesetz)
- Schutz von (kritischen) Medien und Menschenrechtsorganisationen
- öffentliche gerichtliche Strafprozesse gegen die Verantwortlichen (siehe auch: Völkerstrafrecht)
- Wahrheitskommissionen
- Entfernung von „belasteten“ Personen aus öffentlichen Ämtern (Lustration)
- generelle Amnestien oder Amnestien für Personen, die mit der Justiz zusammenarbeiten und/oder ihre Verbrechen offenlegen
- Wiedergutmachung für die Opfer oder deren Hinterbliebenen
- Reparationszahlungen ehemaliger Kolonialmächte[5][6]
- Rückgabe von Eigentum und Rückgängigmachung ungerechtfertigter Vermögensverschiebungen durch Restitution

### Gesellschaftspolitische Instrumente
Gesellschaftspolitische (nicht-juristische) Instrumente der Transitional Justice können zum Beispiel sein:
- Wille zur dauerhaften Veränderung, Diskussion, Aussöhnung etc.
- breite Verfestigung der staatlichen Hoheitsgewalt
- Bildung von Opferorganisationen und/oder Menschenrechtsorganisationen
- Achtung und Garantie der Menschenrechte (auch für die Täter)
- Aufarbeitung der Konfliktursachen (z. B. in öffentlichen Räumen, in Kirchen und Schulen, unterstützt durch universitäre Forschungen)
- Anerkennung aller Opfer, unabhängig von Herkunft, Religionszugehörigkeit, Ethnie, Stand, Sprache etc.
- kollektives Erinnern (z. B. durch Gedenktage, Feiertage)
- Erinnerungsräume schaffen (z. B. Museen, Mahnmale, Gedenkstätten etc.)
- Re-Integration der Täter in das Gemeinwesen
- Offenlegung und/oder Dokumentation der Verbrechen
- Archivierung und Zugänglichmachung der belastenden Unterlagen

## Entwicklung
Das Konzept der Transitional Justice entstand in den 1990er Jahren. Allerdings sehen sich die Aktivisten und Wissenschaftler, die sich für die Etablierung von Transitional-Justice-Maßnahmen einsetzen, in der Tradition der Nürnberger und Tokioter Prozesse und der vergleichsweise friedlichen Regimewechsel der 1970er-Jahre in Griechenland, Portugal und Spanien.
Der Hauptimpuls für die Entwicklung des Konzepts der Transitional Justice kam von südamerikanischen Menschenrechtsaktivisten. In Südamerika kam es in den neunzehnhundertsiebziger und -achtziger Jahren zum Sturz zahlreicher diktatorischer Regime. Die Forderung, die „Wahrheit“ über die Menschenrechtsverletzungen unter den Diktaturen bekannt zu machen, gehörte zu den wichtigsten Anliegen der südamerikanischen Regimegegner. Besondere Bedeutung erlangte die Wahrheits- und Versöhnungskommission, die der neugewählte Präsident Patricio Aylwin Mitte 1990 nach der Rückkehr zur Demokratie in Chile einsetzen ließ. Diese Kommission definierte erstmals „Wahrheit“ als Ziel, und damit verbunden das Ziel der „Versöhnung“. Mithilfe der Veröffentlichung einer „offiziellen Wahrheit“ über die Verbrechen während der Zeit der vorangegangenen Diktatur sollte die Spaltung der Gesellschaft in zwei Lager mit jeweils unterschiedlichen Deutungen der Vergangenheit überwunden werden. Die Idee, dass die Aufdeckung der „Wahrheit“ dazu beitragen könnte, eine Gesellschaft zu versöhnen, wurde zur Grundüberzeugung der Transitional-Justice-Bewegung. Seit Mitte der neunziger Jahre warb sie in zahlreichen sogenannten Postkonflikt-Gesellschaften (z. B. in Afrika, Asien oder den Ostblockstaaten) für die Einsetzung von Wahrheitskommissionen zur Aufarbeitung von Menschenrechtsverletzungen. Begleitet wurden die Bemühungen der Transitional-Justice-Bewegung nunmehr von einer schnell wachsenden Zahl von Wissenschaftlern, die es sich zum Ziel setzten, anhand empirischer Studien das Konzept der Wahrheitskommission weiterzuentwickeln.
Die UNO unterstützt diese Aufarbeitungsprozesse aktiv.
Mit dem Internationalen Strafgerichtshof in Den Haag ist seit 2002 eine institutionelle Einrichtung geschaffen worden zur juristischen Unterstützung von Transitional Justice und der juristischen Aufarbeitung von Unrecht.

## International Center for Transitional Justice
Das 2001 gegründete International Center for Transitional Justice ist eine Einrichtung zur beratenden und forschenden Tätigkeit im Bereich der Transitional Justice in Pula, Kroatien.

### Periodika
- Das International Journal of Transitional Justice (2007 ff.), herausgegeben vom Human Rights Center an der Berkeley University und dem südafrikanischen Centre for the Study of Violence and Reconciliation (CSVR).